# Phyllophaga pruinipennis
Phyllophaga pruinipennis är en skalbaggsart som beskrevs av Moser 1918. Phyllophaga pruinipennis ingår i släktet Phyllophaga och familjen Melolonthidae. Inga underarter finns listade i Catalogue of Life.